# (4318) Baťa
(4318) Baťa es un asteroide que forma parte del cinturón exterior de asteroides y fue descubierto por Zdeňka Vávrová desde el Observatorio Kleť, cerca de České Budějovice, República Checa, el 21 de febrero de 1980.

## Designación y nombre
Baťa recibió inicialmente la designación de 1980 DE1.
Posteriormente, en 1990, se nombró en honor del empresario checo Tomáš Baťa (1876-1932).

## Características orbitales
Baťa orbita a una distancia media de 3,221 ua del Sol, pudiendo alejarse hasta 3,56 ua y acercarse hasta 2,882 ua. Su excentricidad es 0,1052 y la inclinación orbital 9,543 grados. Emplea 2111 días en completar una órbita alrededor del Sol.

## Características físicas
La magnitud absoluta de Baťa es 11,7.